# Aeolian Singers
Gli Aeolian Singers sono un coro fondato ad Hemel Hempstead nell'Hertfordshire, in Inghilterra, nel 1963.

## Storia
Fondato nel 1963 è oggi il coro più numeroso esistente a Hemel Hempstead, e conta più di 8o cantanti. Anche se residente nell'Hertfordshire, il coro opera normalmente nei maggiori teatri di Londra e in altre città in tutta Europa. Negli anni passati si è esibito, tra l'altro, a Gand, Parigi ed in Provenza oltre che a Mannheim nell'ottobre 2006, dove si è esibito in due concerti assieme al Konzertchor der Stadt Mannheim. Il coro dispone di un repertorio vastissimo che va dalla musica rinascimentale a quella contemporanea. Nel corso della sua esistenza ha eseguito diverse opere in prima esecuzione mondiale.
In anni recenti, gli Aeolian Singers hanno deciso di riproporre le musiche del compositore William Lloyd Webber, dimenticate nella seconda metà del XX secolo.

## Discografia parziale
- The Nativity Cantata and other Christmas Music by Peter Skellern Esecuzione degli Aeolian Singers — 2005